# Acianthera atropurpurea
Acianthera atropurpurea é uma espécie de orquídea (Orchidaceae) originária do Brasil.